# Madeira laminada colada

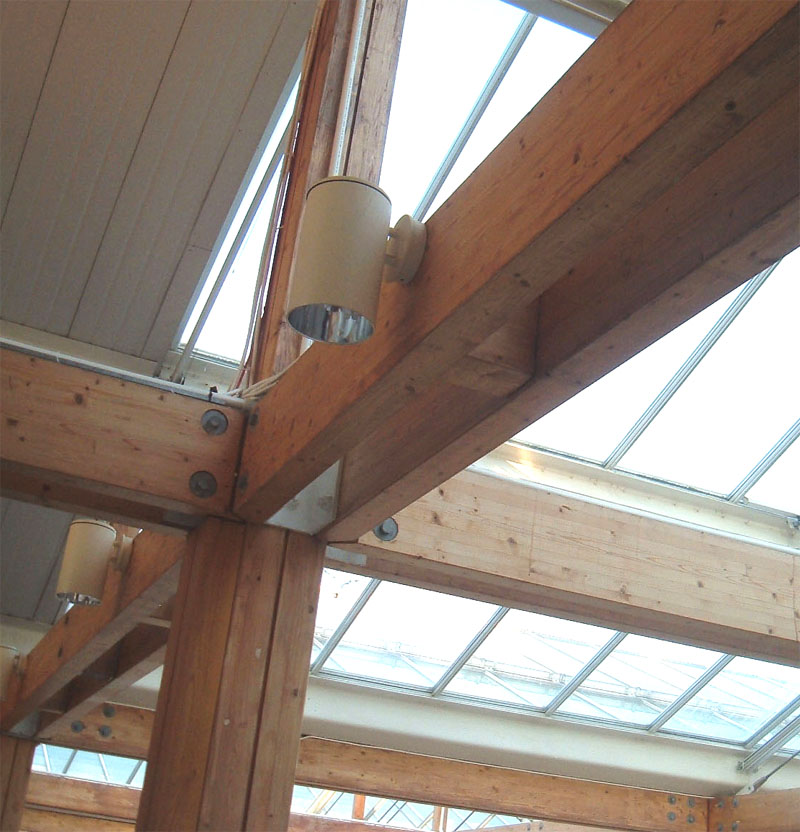
Madeira Laminada Colada numa estrutura de telhado.

A madeira laminada colada, também conhecida pela sigla MLC, é um tipo de produto estrutural de madeira que compreende várias camadas de madeira de lei dimensionada colada com adesivos estruturais duráveis e resistentes à umidade.
Ao laminar um número de pedaços menores de madeira, um único componente estrutural grande e forte é fabricado a partir de peças menores. Esses membros estruturais são usados como colunas verticais ou vigas horizontais, bem como formas curvadas e arqueadas. A MLC é prontamente produzido em formas curvas e está disponível em uma variedade de características de espécies e aparência para atender a variados requisitos de uso final. As conexões são geralmente feitas com parafusos ou buchas de aço e chapas de aço.

## Fabricação

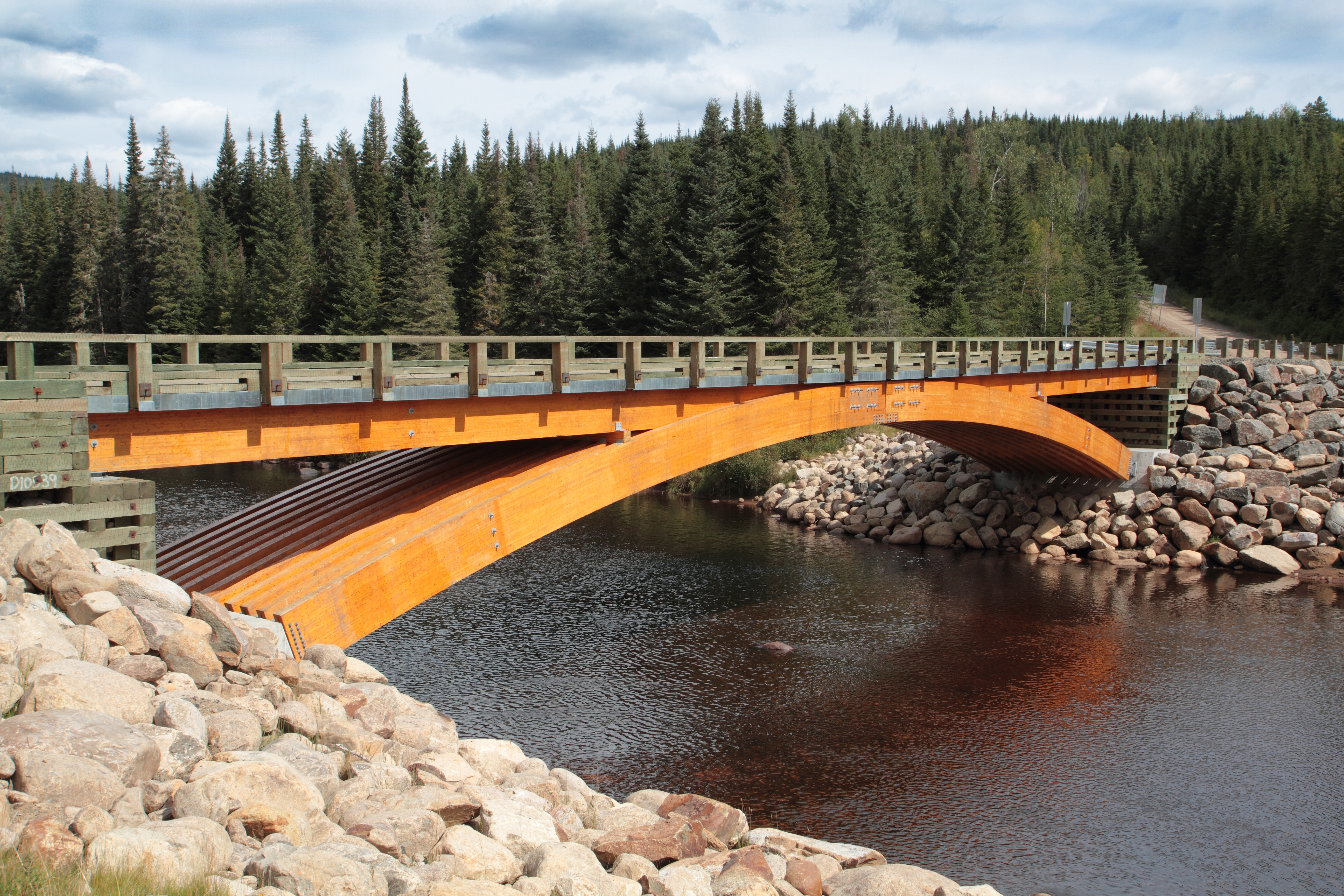
Ponte de MLC atravessando o rio Montmorency, no Quebec, Canadá

A fabricação da madeira laminada colada reúne duas técnicas bastante antigas. Como o próprio nome indica, a mesma foi concebida a partir da técnica da colagem aliada à técnica da laminação, ou seja, da reconstituição da madeira a partir de lâminas (neste caso entendidas como lamelas).
Chama-se portanto, "Madeira Laminada Colada" as peças de madeira, reconstituídas a partir de lâminas, que são de dimensões relativamente reduzidas se comparadas às dimensões da peça final assim constituída. Essas lâminas, que são unidas por colagem, ficam dispostas de tal maneira que as suas fibras estejam paralelas entre si.
O uso final da MLC vai depender do tipo de adesivo utilizado no processo, geralmente a base de formaldeído. E sua utilização depende diretamente do adesivo utilizado, gerando MLC para ambientes internos, externos ou em condições extremas.
Laminação por definição são pequenos pedaços de madeira colados entre si, formando um único membro grande, forte, estrutural. Esses elementos estruturais são utilizados como colunas verticais ou horizontais, vigas, assim como curvas, arqueando em formas. As ligações são geralmente feitas com parafusos e placas de aço internas.

Interior de uma igreja nos EUA formado com madeira laminada colada.

Madeira laminada colada, como outros produtos de madeira, representam um uso eficiente da madeira disponível. Enquanto a demanda por madeira continua a aumentar em todo o mundo ha uma redução das madeiras de alta qualidade, grande diâmetro e combinada com as preocupações ambientais e as mudanças nas práticas de gestão florestal para fazer madeira maciça fica cada vez mais caro e mais difícil de se obter. Por isso a MLC faz o uso de menores dimensões e menos desejáveis da madeira, mas são projetados para ser mais forte e de mesmo tamanho da madeira maciça. Eles também sofrem menos defeitos e retração devido a alterações de umidade como a verificação, empenamento e torção de madeiras sólidas.

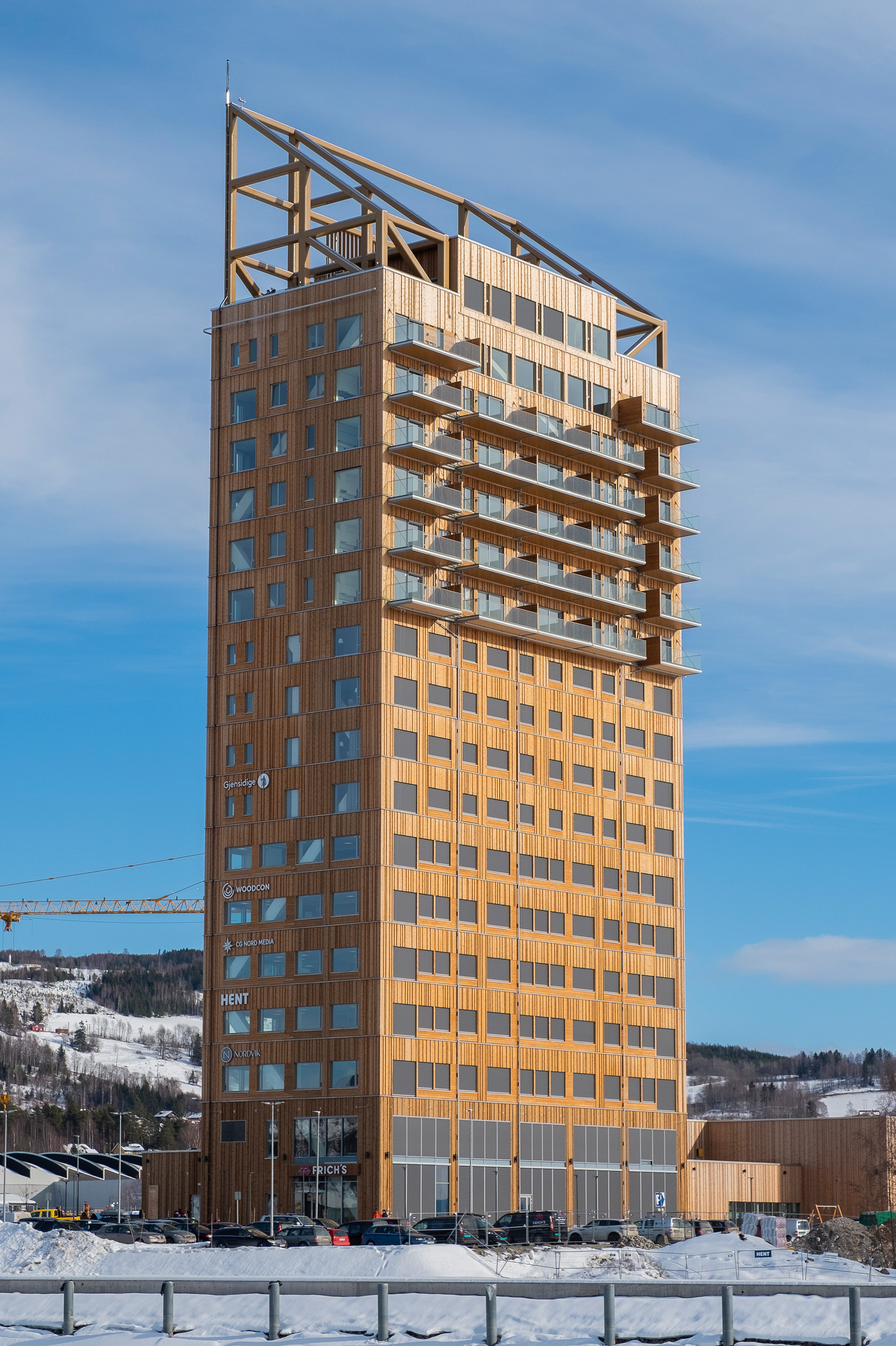
Mjøstårnet, edifício construído com madeira laminada.

A MLC (Madeira Laminada Colada) é considerada uma alternativa ecológica para o concreto e aço por ter uma baixa energia incorporada na comparação.
Pelo que se tem conhecimento a sua aplicação concreta teve início no século XIX. O exemplo mais marcante que pode ser citado é o de arcos compostos por lâminas (tábuas) encurvadas e sobrepostas, mantidas unidas por ligações mecânicas. Essa técnica, foi introduzida pelo coronel Emy no final do século passado. No entanto, a junção das duas técnicas, para dar origem à Madeira Laminada-Colada (MLC) empregada na fabricação de elementos estruturais a serem utilizados na construção civil, só foi possível, com o surgimento de colas de alta resistência. Foi portanto, em 1906, com o aparecimento da cola de caseína (derivada do leite) que o mestre carpinteiro suiço Otto Hetzer teve a ideia de substituir pela cola, as ligações metálicas de braçadeiras e parafusos, utilizadas pelo coronel Emy. Com isso, obteve-se uma seção mais homogênea e sem a ocorrência de deslizamentos entre as lâminas.
Daí para frente, a MLC evoluiu em paralelo com o progresso ocorrido com as colas, que foram se tornando cada vez mais eficientes. No entanto, foi em 1940, com o aparecimento das colas sintéticas que o sistema laminado-colado conheceu o seu grande progresso.